# Франц Бекенбауер
Франц Бекенба́уер (нім. Franz Beckenbauer; 11 вересня 1945, Мюнхен — 7 січня 2024) — німецький футболіст, згодом тренер та футбольний функціонер. З 1994 року — президент «Баварії» (Мюнхен). Колишній ліберо та гравець середини поля. Чемпіон світу 1974, віцечемпіон 1966, 3-є місце 1970. Чемпіон Європи 1972, віцечемпіон 1976. «Золотий м'яч»: 1972, 1976. 3-разовий володар Кубка європейських чемпіонів, 5-разовий чемпіон Німеччини. Один з найкращих гравців в історії футболу. Міжнародна федерація футбольної історії та статистики поставила Бекенбауера на 3 місце серед найсильніших футболістів XX сторіччя (кращими визнали тільки Пеле і Йогана Кройфа).

## Футбольна кар'єра

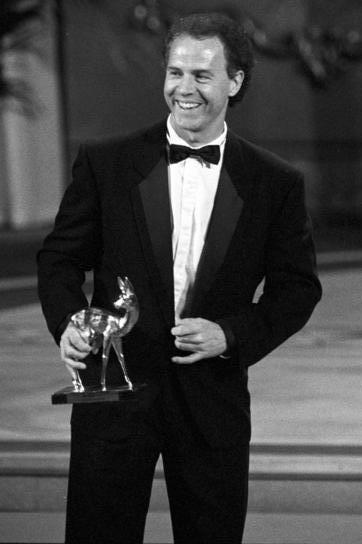
Під час отримання нагороди «Бамбі» (листопад 1990)

Франц прийшов у «Баварію» (Мюнхен) 1958 року. Тоді «Мюнхен 1860» був відомішою та сильнішою командою, ніж «Баварія», але першими свою пропозицію щодо гри в команді висунули «баварці». У перших сезонах Бекенбауер грав ближче до нападу і чимало забивав. На чемпіонаті світу 1966, наприклад, 21-річний гравець діяв саме в півзахисті. Попри юний вік його гра викликала найкращі відгуки у фахівців і вболівальників. У сезоні 1965/66 мюнхенці вдало (3-є місце) дебютували в Бундеслізі, а Франца Бекенбауера назвали гравцем року.
Наступного сезону «Баварія» здобула перший у своїй історії міжнародний трофей — Кубок володарів кубків.
Бекенбауер разом зі збірною посів 3-є місце на чемпіонаті світу 1970, став чемпіоном Європи-1972 і як капітан повів свою збірну до тріумфу на чемпіонаті світу 1974. Йому вручали «Золотий м'яч» для найкращого футболіста Європи у 1972 та 1976 роках. Початок 1970-х рр. запам'ятався футбольним протистоянням двох геніїв: голландського нападника Йогана Кройфа та німецького вільного захисника Франца Бекенбауера. «Баварія» (Мюнхен), де виступали зірки світового футболу Ґерд Мюллер, Франц Бекенбауер, Зепп Маєр, Ганс-Ґеорґ Шварценбек, тричі поспіль вигравала Кубок європейських чемпіонів — у 1974–1976 роках.
«Кайзер» грав елегантно — чітко і швидко вибирав позицію в обороні та міг одним пасом вивести партнера на удар у нападі.
Завершував кар'єру в американській лізі, у команді «Космос» (Нью-Йорк) і щороку входив до символічної збірної чемпіонату.
У середині 1980-х рр. очолив збірну Німеччини, з якою став чемпіоном (1990) та віцечемпіоном (1986) світу. 1994 року став президентом рідного клубу «Баварія». Очолював підготовку Німеччини до чемпіонату світу 2006.

## Статистика виступів

### Статистика клубних виступів
| Сезон                      | Команда                    | Чемпіонат                  | Чемпіонат | Чемпіонат | Національний кубок | Національний кубок | Національний кубок | Континентальні кубки | Континентальні кубки | Континентальні кубки | Інші змагання | Інші змагання | Інші змагання | Разом | Разом |
| Сезон                      | Команда                    | Ліга                       | Ігор      | Голів     | Ліга               | Ігор               | Голів              | Ліга                 | Ігор                 | Голів                | Ліга          | Ігор          | Голів         | Ігор  | Голів |
| -------------------------- | -------------------------- | -------------------------- | --------- | --------- | ------------------ | ------------------ | ------------------ | -------------------- | -------------------- | -------------------- | ------------- | ------------- | ------------- | ----- | ----- |
| 1963–64                    | «Баварія»                  | РЛ                         | 6         | 2         | -                  | -                  | -                  | -                    | -                    | -                    | -             | -             | -             | 6     | 2     |
| 1964–65                    | «Баварія»                  | РЛ                         | 31+6      | 16+1      | -                  | -                  | -                  | -                    | -                    | -                    | -             | -             | -             | 37    | 17    |
| 1965–66                    | «Баварія»                  | БЛ                         | 33        | 4         | КН                 | 6                  | 1                  | -                    | -                    | -                    | -             | -             | -             | 39    | 5     |
| 1966–67                    | «Баварія»                  | БЛ                         | 33        | 0         | КН                 | 5                  | 0                  | КВК                  | 9                    | 0                    | -             | -             | -             | 47    | 0     |
| 1967–68                    | «Баварія»                  | БЛ                         | 28        | 4         | КН                 | 4                  | 0                  | КВК                  | 7                    | 1                    | -             | -             | -             | 39    | 5     |
| 1968–69                    | «Баварія»                  | БЛ                         | 33        | 2         | КН                 | 6                  | 0                  | -                    | -                    | -                    | -             | -             | -             | 39    | 2     |
| 1969–70                    | «Баварія»                  | БЛ                         | 34        | 6         | КН                 | 1                  | 0                  | КЧ                   | 2                    | 0                    | -             | -             | -             | 37    | 6     |
| 1970–71                    | «Баварія»                  | БЛ                         | 33        | 3         | КН                 | 7                  | 1                  | КЯ                   | 8                    | 1                    | -             | -             | -             | 48    | 5     |
| 1971–72                    | «Баварія»                  | БЛ                         | 34        | 6         | КН                 | 6                  | 1                  | КВК                  | 7                    | 1                    | -             | -             | -             | 47    | 8     |
| 1972–73                    | «Баварія»                  | БЛ                         | 34        | 6         | КН                 | 6                  | 0                  | КЧ                   | 6                    | 1                    | -             | -             | -             | 46    | 7     |
| 1973–74                    | «Баварія»                  | БЛ                         | 34        | 5         | КН                 | 4                  | 0                  | КЧ                   | 10                   | 1                    | -             | -             | -             | 48    | 5     |
| 1974–75                    | «Баварія»                  | БЛ                         | 33        | 1         | КН                 | 3                  | 0                  | КЧ                   | 7                    | 1                    | -             | -             | -             | 43    | 2     |
| 1975–76                    | «Баварія»                  | БЛ                         | 34        | 5         | КН                 | 7                  | 2                  | КЧ                   | 9                    | 0                    | СУ            | 2             | 0             | 52    | 7     |
| 1976–77                    | «Баварія»                  | БЛ                         | 33        | 3         | КН                 | 4                  | 0                  | КЧ                   | 6                    | 1                    | МКК+СУ        | 2+2           | 0+0           | 47    | 4     |
| Разом за «Баварію»         | Разом за «Баварію»         | Разом за «Баварію»         | 433+6     | 63+1      |                    | 59                 | 5                  |                      | 71                   | 7                    |               | 6             | 0             | 575   | 75    |
| 1977                       | «Нью-Йорк Космос»          | NASL                       | 15+6      | 4+1       | -                  | -                  | -                  | -                    | -                    | -                    | -             | -             | -             | 21    | 5     |
| 1978                       | «Нью-Йорк Космос»          | NASL                       | 27+6      | 8+2       | -                  | -                  | -                  | -                    | -                    | -                    | -             | -             | -             | 33    | 10    |
| 1979                       | «Нью-Йорк Космос»          | NASL                       | 12+6      | 1+0       | -                  | -                  | -                  | -                    | -                    | -                    | -             | -             | -             | 18    | 1     |
| 1980                       | «Нью-Йорк Космос»          | NASL                       | 26+7      | 4+1       | -                  | -                  | -                  | -                    | -                    | -                    | -             | -             | -             | 33    | 5     |
| 1980–81                    | «Гамбург»                  | БЛ                         | 18        | 0         | КН                 | 1                  | 0                  | КУЄФА                | 0                    | 0                    | -             | -             | -             | 19    | 0     |
| 1981–82                    | «Гамбург»                  | БЛ                         | 10        | 0         | КН                 | 3                  | 0                  | КУЄФА                | 5                    | 0                    | -             | -             | -             | 18    | 0     |
| Разом за «Гамбург»         | Разом за «Гамбург»         | Разом за «Гамбург»         | 28        | 0         |                    | 4                  | 0                  |                      | 5                    | 0                    |               | -             | -             | 37    | 0     |
| 1983                       | «Нью-Йорк Космос»          | NASL                       | 25+2      | 2+0       | -                  | -                  | -                  | -                    | -                    | -                    | -             | -             | -             | 27    | 2     |
| Разом за «Нью-Йорк Космос» | Разом за «Нью-Йорк Космос» | Разом за «Нью-Йорк Космос» | 105+27    | 19+4      |                    | -                  | -                  |                      | -                    | -                    |               | -             | -             | 132   | 23    |
| Разом за кар'єру           | Разом за кар'єру           | Разом за кар'єру           | 566+33    | 82+5      |                    | 63                 | 5                  |                      | 76                   | 7                    |               | 6             | 0             | 744   | 109   |

### Статистика виступів за збірну
| Дата       | Місто              | Господарі         | Результат             | Гості          | Турнір                               | Голи | Примітки                  |
| ---------- | ------------------ | ----------------- | --------------------- | -------------- | ------------------------------------ | ---- | ------------------------- |
| 26-9-1965  | Стокгольм          | Швеція            | 2 – 1                 | ФРН            | Відбір до ЧС 1966                    | -    |                           |
| 9-10-1965  | Штутгарт           | ФРН               | 4 – 1                 | Австрія        | товариський матч                     | -    |                           |
| 14-11-1965 | Нікосія            | Кіпр              | 0 – 6                 | ФРН            | Відбір до ЧС 1966                    | -    |                           |
| 23-2-1966  | Лондон             | Англія            | 1 – 0                 | ФРН            | товариський матч                     | -    |                           |
| 23-3-1966  | Роттердам          | Нідерланди        | 2 – 4                 | ФРН            | товариський матч                     | 2    |                           |
| 4-5-1966   | Дублін             | Ірландія          | 0 – 4                 | ФРН            | товариський матч                     | 1    |                           |
| 7-5-1966   | Белфаст            | Північна Ірландія | 0 – 2                 | ФРН            | товариський матч                     | -    |                           |
| 23-6-1966  | Ганновер           | ФРН               | 2 – 0                 | Югославія      | товариський матч                     | -    |                           |
| 12-7-1966  | Шеффілд            | ФРН               | 5 – 0                 | Швейцарія      | ЧС 1966 - 1-й етап                   | 2    |                           |
| 16-7-1966  | Бірмінгем          | Аргентина         | 0 – 0                 | ФРН            | ЧС 1966 - 1-й етап                   | -    |                           |
| 20-7-1966  | Бірмінгем          | ФРН               | 2 – 1                 | Іспанія        | ЧС 1966 - 1-й етап                   | -    |                           |
| 23-7-1966  | Шеффілд            | ФРН               | 4 – 0                 | Уругвай        | ЧС 1966 - чвертьфінал                | 1    |                           |
| 25-7-1966  | Ліверпуль          | ФРН               | 2 – 1                 | СРСР           | ЧС 1966 - півфінал                   | 1    |                           |
| 30-7-1966  | Лондон             | Англія            | 4 – 2 д.ч.            | ФРН            | ЧС 1966 - Фінал                      | -    |                           |
| 19-11-1966 | Кельн              | ФРН               | 3 – 0                 | Норвегія       | товариський матч                     | -    |                           |
| 22-2-1967  | Карлсруе           | ФРН               | 5 – 1                 | Марокко        | товариський матч                     | -    |                           |
| 9-4-1967   | Дортмунд           | ФРН               | 5 – 1                 | Албанія        | Відбір до ЧЄ 1968                    | -    |                           |
| 3-5-1967   | Белград            | Югославія         | 1 – 0                 | ФРН            | Відбір до ЧЄ 1968                    | -    |                           |
| 27-9-1967  | Берлін             | ФРН               | 5 – 1                 | Франція        | товариський матч                     | -    | 67'                       |
| 22-11-1967 | Бухарест           | Румунія           | 1 – 0                 | ФРН            | товариський матч                     | -    |                           |
| 6-3-1968   | Брюссель           | Бельгія           | 1 – 3                 | ФРН            | товариський матч                     | -    |                           |
| 17-4-1968  | Базель             | Швейцарія         | 0 – 0                 | ФРН            | товариський матч                     | -    |                           |
| 1-6-1968   | Ганновер           | ФРН               | 1 – 0                 | Англія         | товариський матч                     | 1    |                           |
| 16-6-1968  | Штутгарт           | ФРН               | 2 – 1                 | Бразилія       | товариський матч                     | -    |                           |
| 25-9-1968  | Марсель            | Франція           | 1 – 1                 | ФРН            | товариський матч                     | -    |                           |
| 13-10-1968 | Відень             | Австрія           | 0 – 2                 | ФРН            | Відбір до ЧС 1970                    | -    |                           |
| 14-12-1968 | Ріо-де-Жанейро     | Бразилія          | 2 – 2                 | ФРН            | товариський матч                     | -    |                           |
| 18-12-1968 | Сантьяго           | Чилі              | 2 – 1                 | ФРН            | товариський матч                     | -    | 26'                       |
| 22-12-1968 | Мехіко             | Мексика           | 0 – 0                 | ФРН            | товариський матч                     | -    |                           |
| 16-4-1969  | Глазго             | Шотландія         | 1 – 1                 | ФРН            | Відбір до ЧС 1970                    | -    |                           |
| 10-5-1969  | Нюрнберг           | ФРН               | 1 – 0                 | Австрія        | Відбір до ЧС 1970                    | -    |                           |
| 21-5-1969  | Ессен              | ФРН               | 12 – 0                | Кіпр           | Відбір до ЧС 1970                    | -    |                           |
| 21-9-1969  | Відень             | Австрія           | 1 – 1                 | Німеччина      | товариський матч                     | -    |                           |
| 24-9-1969  | Софія (місто)      | Болгарія          | 0 – 1                 | ФРН            | товариський матч                     | -    |                           |
| 22-10-1969 | Гота               | ФРН               | 3 – 2                 | Шотландія      | Відбір до ЧС 1970                    | -    |                           |
| 8-4-1970   | Штутгарт           | ФРН               | 1 – 1                 | Румунія        | товариський матч                     | -    |                           |
| 9-5-1970   | Берлін             | ФРН               | 2 – 1                 | Ірландія       | товариський матч                     | -    |                           |
| 13-5-1970  | Ганновер           | ФРН               | 1 – 0                 | Югославія      | товариський матч                     | -    |                           |
| 03-06-1970 | Леон               | ФРН               | 2 – 1                 | Марокко        | ЧС 1970 - 1-й етап                   | -    |                           |
| 07-06-1970 | Леон               | ФРН               | 5 – 2                 | Болгарія       | ЧС 1970 - 1-й етап                   | -    | 72'                       |
| 10-06-1970 | Леон               | ФРН               | 3 – 1                 | Перу           | ЧС 1970 - 1-й етап                   | -    |                           |
| 14-06-1970 | Леон               | ФРН               | 3 – 2                 | Англія         | ЧС 1970 - чвертьфінал                | 1    |                           |
| 17-06-1970 | Мехіко             | Італія            | 4 – 3                 | ФРН            | ЧС 1970 - півфінал                   | -    | «Матч століття»           |
| 9-9-1970   | Нюрнберг           | ФРН               | 3 – 1                 | Угорщина       | товариський матч                     | -    |                           |
| 17-10-1970 | Кельн              | ФРН               | 1 – 1                 | Туреччина      | Відбір до ЧЄ 1972                    | -    |                           |
| 18-11-1970 | Загреб             | Югославія         | 2 – 0                 | ФРН            | товариський матч                     | -    |                           |
| 22-11-1970 | Афіни              | Греція            | 1 – 3                 | ФРН            | товариський матч                     | 1    |                           |
| 17-2-1971  | Тирана             | Албанія           | 0 – 1                 | ФРН            | Відбір до ЧЄ 1972                    | -    |                           |
| 24-5-1971  | Стамбул            | Туреччина         | 0 – 3                 | ФРН            | Відбір до ЧЄ 1972                    | -    | кап.                      |
| 12-6-1971  | Карлсруе           | ФРН               | 2 – 0                 | Албанія        | Відбір до ЧЄ 1972                    | -    |                           |
| 22-6-1971  | Осло               | Норвегія          | 1 – 7                 | ФРН            | товариський матч                     | 1    | 61'                       |
| 27-6-1971  | Гетеборг           | Швеція            | 1 – 0                 | ФРН            | товариський матч                     | -    |                           |
| 30-6-1971  | Копенгаген         | Данія             | 1 – 3                 | ФРН            | товариський матч                     | 1    |                           |
| 8-9-1971   | Ганновер           | ФРН               | 5 – 0                 | Мексика        | товариський матч                     | -    | кап.                      |
| 10-10-1971 | Варшава            | Польща            | 1 – 3                 | ФРН            | Відбір до ЧЄ 1972                    | -    | кап.                      |
| 17-1-1971  | Гамбург            | ФРН               | 0 – 0                 | Польща         | Відбір до ЧЄ 1972                    | -    |                           |
| 29-3-1972  | Будапешт           | Угорщина          | 0 – 2                 | ФРН            | товариський матч                     | -    | кап.                      |
| 29-4-1972  | Лондон             | Англія            | 1 – 3                 | ФРН            | ЧЄ 1972 - чвертьфінал, перша гра     | -    | кап.                      |
| 13-5-1972  | Гамбург            | ФРН               | 0 – 0                 | Англія         | ЧЄ 1972 - чвертьфінал, гра-відповідь | -    | кап.                      |
| 26-5-1972  | Мюнхен             | ФРН               | 3 – 0                 | СРСР           | товариський матч                     | -    | кап.                      |
| 14-6-1972  | Антверпен          | Бельгія           | 1 – 2                 | ФРН            | ЧЄ 1972 - півфінал                   | -    | кап.                      |
| 18-6-1972  | Брюссель           | СРСР              | 0 – 3                 | ФРН            | ЧЄ 1972 - Фінал                      | -    | Чемпіони Європи, кап.     |
| 15-11-1972 | Дюссельдорф        | ФРН               | 5 – 1                 | Швейцарія      | товариський матч                     | -    | кап.                      |
| 14-2-1973  | Мюнхен             | ФРН               | 2 – 3                 | Аргентина      | товариський матч                     | -    | кап.                      |
| 28-3-1973  | Дюссельдорф        | ФРН               | 3 – 0                 | Чехословаччина | товариський матч                     | -    | кап.                      |
| 9-5-1973   | Мюнхен             | ФРН               | 0 – 1                 | Югославія      | товариський матч                     | -    | кап.                      |
| 12-5-1973  | Гота               | ФРН               | 3 – 0                 | Болгарія       | товариський матч                     | 1    | кап.                      |
| 16-6-1973  | Берлін             | ФРН               | 0 – 1                 | Бразилія       | товариський матч                     | -    | кап.                      |
| 5-9-1973   | Москва             | СРСР              | 0 – 1                 | ФРН            | товариський матч                     | -    | кап.                      |
| 10-10-1973 | Ганновер           | ФРН               | 4 – 0                 | Австрія        | товариський матч                     | -    | кап., 46'                 |
| 13-10-1973 | Гельзенкірхен      | ФРН               | 2 – 1                 | Франція        | товариський матч                     | -    | кап.                      |
| 14-11-1973 | Глазго             | Шотландія         | 1 – 1                 | ФРН            | товариський матч                     | -    | кап.                      |
| 24-11-1973 | Штутгарт           | ФРН               | 2 – 1                 | Іспанія        | товариський матч                     | -    | кап.                      |
| 23-2-1974  | Барселона          | Іспанія           | 1 – 0                 | ФРН            | товариський матч                     | -    | кап.                      |
| 26-2-1974  | Рим                | Італія            | 0 – 0                 | ФРН            | товариський матч                     | -    | кап.                      |
| 27-3-1974  | Франкфурт-на-Майні | ФРН               | 2 – 1                 | Шотландія      | товариський матч                     | -    | кап.                      |
| 17-4-1974  | Дортмунд           | ФРН               | 5 – 0                 | Угорщина       | товариський матч                     | -    | кап.                      |
| 1-5-1974   | Гамбург            | ФРН               | 2 – 0                 | Швеція         | товариський матч                     | -    | кап.                      |
| 14-6-1974  | Берлін             | ФРН               | 1 – 0                 | Чилі           | ЧС 1974 - 1-й етап                   | -    | кап.                      |
| 18-6-1974  | Гамбург            | Австралія         | 0 – 4                 | ФРН            | ЧС 1974 - 1-й етап                   | -    | кап.                      |
| 22-6-1974  | Гамбург            | НДР               | 1 – 0                 | ФРН            | ЧС 1974 - 1-й етап                   | -    | кап.                      |
| 26-6-1974  | Дюссельдорф        | Югославія         | 0 – 2                 | ФРН            | ЧС 1974 - 2-й етап                   | -    | кап.                      |
| 30-6-1974  | Дюссельдорф        | ФРН               | 4 – 2                 | Швеція         | ЧС 1974 - 2-й етап                   | -    | кап.                      |
| 3-7-1974   | Франкфурт-на-Майні | Польща            | 0 – 1                 | ФРН            | ЧС 1974 - 2-й етап                   | -    | кап.                      |
| 7-7-1974   | Мюнхен             | ФРН               | 2 – 1                 | Нідерланди     | ЧС 1974 - Фінал                      | -    | 2-й титул чемпіонів, кап. |
| 4-9-1974   | Базель             | Швейцарія         | 1 – 2                 | ФРН            | товариський матч                     | -    | кап.                      |
| 20-11-1974 | Афіни              | Греція            | 2 – 2                 | ФРН            | Відбір до ЧЄ 1976                    | -    | кап.                      |
| 22-12-1974 | Гзіра              | Мальта            | 0 – 1                 | ФРН            | Відбір до ЧЄ 1976                    | -    | кап.                      |
| 12-3-1975  | Лондон             | Англія            | 2 – 0                 | ФРН            | товариський матч                     | -    | кап.                      |
| 27-4-1975  | Софія (місто)      | Болгарія          | 1 – 1                 | ФРН            | Відбір до ЧЄ 1976                    | -    | кап.                      |
| 17-5-1975  | Франкфурт-на-Майні | ФРН               | 1 – 1                 | Нідерланди     | товариський матч                     | -    | кап.                      |
| 3-9-1975   | Відень             | Австрія           | 0 – 2                 | ФРН            | товариський матч                     | -    | кап., 46'                 |
| 11-10-1975 | Дюссельдорф        | ФРН               | 1 – 1                 | Греція         | Відбір до ЧЄ 1976                    | -    | кап.                      |
| 19-11-1975 | Штутгарт           | ФРН               | 1 – 0                 | Болгарія       | Відбір до ЧЄ 1976                    | -    | кап.                      |
| 20-12-1975 | Стамбул            | Туреччина         | 0 – 5                 | ФРН            | товариський матч                     | -    | кап.                      |
| 28-2-1976  | Дортмунд           | ФРН               | 8 – 0                 | Мальта         | Відбір до ЧЄ 1976                    | -    | кап.                      |
| 24-4-1976  | Мадрид             | Іспанія           | 1 – 1                 | ФРН            | ЧЄ 1976 - чвертьфінал andata         | -    | кап.                      |
| 22-5-1976  | Мюнхен             | ФРН               | 2 – 0                 | Іспанія        | ЧЄ 1976 - чвертьфінал andata         | -    | кап.                      |
| 17-6-1976  | Белград            | Югославія         | 2 – 4 д.ч.            | ФРН            | ЧЄ 1976 - півфінал                   | -    | кап.                      |
| 20-6-1976  | Белград            | Чехословаччина    | 2 – 2 д.ч. (5-3 п.п.) | ФРН            | ЧЄ 1976 - Фінал                      | -    | кап.                      |
| 6-10-1976  | Кардіфф            | Уельс             | 0 – 2                 | ФРН            | товариський матч                     | 1    | кап.                      |
| 17-11-1976 | Ганновер           | ФРН               | 2 – 0                 | Чехословаччина | товариський матч                     | -    | кап.                      |
| 23-2-1977  | Париж              | Франція           | 1 – 0                 | ФРН            | товариський матч                     | -    | кап.                      |
| Усього     |                    | Матчів            | 103                   |                | Голів                                | 14   |                           |

## Титули та досягнення
| - Чемпіон світу: 1974 - Віцечемпіон світу: 1966 - 3-є місце на чемпіонаті світу: 1970 - Чемпіон Європи: 1972 - Віцечемпіон Європи: 1976 - володар Кубка європейських чемпіонів: 1974, 1975 і 1976 - переможець Кубка володарів Кубків: 1967 - володар Міжконтинентального кубка: 1976 - чемпіон Німеччини: 1969, 1972, 1973, 1974 і 1982 - володар Кубка Німеччини: 1966, 1967, 1969 і 1971 - чемпіон США: 1977, 1978, 1980 - найкращий футболіст Німеччини: 1966, 1968, 1974, 1976 - найкращий футболіст США: 1977 - Золотий м'яч: 1972, 1976 | - Чемпіон Німеччини: 1994 - Кубок УЄФА: 1996 - чемпіон світу: 1990 - віцечемпіон світу: 1986 - 29 місце в списку найкращих тренерів в історії футболу за версією World Soccer: 2013 |

## Особисте життя
Бекенбауер був тричі одружений і мав п'ятьох дітей, один з яких, Стефан, був професіональним футболістом, який помер після тривалої хвороби 31 липня 2015 року у 46-річному віці. Син Стефана, Лука також став футболістом і грав у нижчолігових клубах.
Бекенбауер став почесним консулом Косово в 2011 році, щоб допомогти просувати кампанію Косова щодо членства в УЄФА та ФІФА.
Бекенбауер помер 7 січня 2024 року у 78-річному віці через природні причини, про що повідомила його родина.